# Herb Burkiny Faso

Herb Burkina Faso

Herb Burkina Faso zawiera tarczę wzorowaną na fladze. Nad tarczą znajduje się napis "Burkina Faso", a pod tarczą dewiza narodowa: Unité, Progrès, Justice (fr. Jedność, Postęp, Sprawiedliwość) oraz otwarta książka. Obok napisu umieszczono dwie rosnące kukurydze. Po obu stronach tarczy znajdują się ogiery. Za tarczą widoczne są dwie włócznie. Herb przypomina ten z czasów Górnej Wolty, jednak wczesny różnił się od niego tłem, napisem, tarczą i wystrojem.

Herb Górnej Wolty w latach 1960–1984

## Herb w latach 1984–1997

Godło z lat 1984–1997

W 1984, kiedy zmieniono nazwę kraju z Górna Wolta na Burkina Faso, zmianie uległ także wygląd herbu. Wewnątrz czerwonego koła zębatego widniało żółte tło. W środku znajdowały się skrzyżowane motyka i karabinek AK, a pod nimi otwarta książka. Na górze okręgu widniała czerwona, pięcioramienna gwiazda. Obok niego rosły dwie młode kukurydze. Na dole było ówczesne motto kraju – La Patrie ou la Mort, nous vaincrons (Ojczyzna lub śmierć, zwyciężymy).